# Jimmy Durmaz
Jakup Jimmy Durmaz (Örebro, 22 de março de 1989) é um futebolista sueco de origem Arameia da Turquia que atua como ponta-esquerda. Atualmente joga pelo Fatih Karagümrük.

## Carreira
Após iniciar no Forward, da Suécia, transferiu-se para o Malmö em julho de 2008, ficando no clube por cinco temporadas. No ano de 2012 transferiu-se para o Gençlerbirliği, da Turquia. Depois ainda passou por Olympiacos, da Grécia, e Toulouse, da França. Em 2019 chegou ao Galatasaray.

## Seleção Nacional
É convocado para a Seleção Sueca principal desde 2011. Fez parte do elenco da Seleção Sueca que disputou a Eurocopa de 2016.

## Títulos
Malmo FF
- Campeonato Sueco: 2010

Olympiakos
- Campeonato Grego: 2014–2015